# فرناند غرينير
فرناند غرينير هو سياسي كندي، ولد في 28 يونيو 1927 في نانتيس في كندا، وتوفي في 19 يناير 1988 في لاك مغانتيك في كندا. نشط حزبياً في الاتحاد الوطني. وقد انتخب عضو الجمعية الوطنية في كيبك ‏.